# Jan Assmann
Jan Assmann (Langelsheim, 7 luglio 1938 – Costanza, 19 febbraio 2024) è stato uno storico ed egittologo tedesco, studioso della cultura e delle religioni e interessato in particolare alla cultura del ricordo.

## Biografia
Jan Assmann nacque a Langelsheim, nella Bassa Sassonia il 7 luglio 1938. Crebbe a Lubecca e a Heidelberg, prima di effettuare studi di egittologia, archeologia classica e studi greci all'Università di Monaco, di Heidelberg e a Parigi.
Insegnò egittologia presso l'università di Heidelberg dal 1976 al 2003, anno del suo pensionamento. Nel 2003 divenne professore emerito di Kulturwissenschaft ("scienze della cultura") presso l'Università di Costanza, oltre a lavorare come docente esterno alle università di Parigi, Gerusalemme, Chicago e Houston.
Fu autore di numerosi libri e articoli sulla religione egizia e sulla storia, letteratura e arte dell'Egitto antico. Raccolse le sue idee sulla formazione del monoteismo nel libro Die Mosaische Unterscheidung oder Der Preis des Monotheismus (tr.it. La distinzione mosaica ovvero il prezzo del monoteismo); L'analisi della "distinzione mosaica" proseguì poi con Non avrai altro Dio. Il monoteismo e il linguaggio della violenza.
Il suo saggio più noto e importante fu Das kulturelle Gedächtnis: Schrift, Erinnerung und politische Identität in frühen Hochkulturen del 1992 (trad. it. La memoria culturale. Scrittura, ricordo e identità politica nelle grandi civiltà antiche, 1997), un testo trattante in generale (e con esempi storici delle grandi civiltà antiche mediterranee) della memoria come elaborazione del ricordo garante dell'identità socio-culturale.
Il 17 aprile 2012 divenne socio dell'Accademia delle scienze di Torino.
Nel 2017 gli venne attribuito il Premio Balzan per gli studi sulla memoria collettiva, insieme alla moglie Aleida.
Morì a Costanza, nel Baden-Württemberg, il 19 febbraio 2024 all'età di 85 anni.

## Opere
- Das Bild des Vaters im Alten Ägypten. In: Hubertus Tellenbach (Hrsg.): Das Vaterbild in Mythos und Geschichte: Ägypten, Griechenland, Altes Testament, Neues Testament. Kohlhammer, Mainz 1976, ISBN 3-17-002645-3, S. 12–49.
- Maât: l'Égypte pharaonique et l'idée de justice sociale. Conférences, essais et leçons du Collège de France, Paris, Julliard, 1989. [trad. araba 1996]
- Arbeit am Polytheismus. Die Idee der Einheit Gottes und die Entfaltung des theologischen Diskurses in Ägypten. In: Heinrich von Stietencron (Hrsg.): Theologen und Theologien in verschiedenen Kulturkreisen. Deutsch: 1. Auflage, Patmos, Düsseldorf 1986, ISBN 3-491-71074-X, S. 46–69.
- Ägyptische Hymnen und Gebete, Artemis & Winkler, Zürich/ München 1975, ISBN 3-7608-3501-5; (= Orbis Biblicus et Orientalis. Band 4), zweite verbesserte und erweiterte Auflage, Fribourg/Göttingen 1999, ISBN 3-7278-1230-3.
- Re und Amun. Die Krise des polytheistischen Weltbilds im Ägypten der 18.-20. Dynastie (= Orbis Biblicus et Orientalis. Band 51). Fribourg/Göttingen 1983 (Digitalisat).
- Ägypten. Theologie und Frömmigkeit einer frühen Hochkultu (= Urban-Taschenbücher. Band 366). Kohlhammer, Stuttgart 1984.
- als Hrsg. mit Aleida Assmann und Christof Hardmeier: Schrift und Gedächtnis, Fink, München 1984, ISBN 978-3-7705-2132-6.
- als Hrsg. mit Aleida Assmann: Kanon und Zensur, Fink, München 1987, ISBN 978-3-7705-2379-5.
- Das kulturelle Gedächtnis. Schrift, Erinnerung und politische Identität in frühen Hochkulturen, Beck, München 1992, ISBN 3-406-36088-2; 7. Auflage ebenda 2013, ISBN 978-3-406-56844-2.
- Ma'at. Gerechtigkeit und Unsterblichkeit im Alten Ägypten. Beck, München 1990, ISBN 3-406-39039-0
- Stein und Zeit. Mensch und Gesellschaft im alten Ägypten, Fink, München 1991; 3. Auflage 2003, ISBN 3-7705-2681-3.
- Das kulturelle Gedächtnis: Schrift, Erinnerung und politische Identität in frühen Hochkulturen. Monaco, 1992.
- Text und Kommentar, hrsg. v. Jan Assmann und Burkhard Gladigow, Fink, München 1995, ISBN 978-3-7705-2969-8.
- Ägypten. Eine Sinngeschichte, Hanser, München 1996, ISBN 3-446-18522-4.
- Schleier und Schwelle. Band 1: Geheimnis und Öffentlichkeit, hrsg. v. Jan Assmann und Aleida Assmann; Fink, München 1997, ISBN 978-3-7705-3096-0.
- Mosè l'egizio. Decifrazione di una traccia di memoria (Moses der Ägypter. Entzifferung einer Gedächtnisspur, 1998), trad. Ezio Bacchetta, Adelphi, Milano, 2000, ISBN 978-88-459-1579-6. [Moses the Egyptian: The Memory of Egypt in Western Monotheism, Cambridge, Mass., Harvard University Press, 1997]
- Schleier und Schwelle. Band 2: Geheimnis und Offenbarung, hrsg. v. Jan Assmann und Aleida Assmann, Fink, München 1998, ISBN 978-3-7705-3171-4.
- Gerechtigkeit, hrsg. v. Jan Assmann, Bernd Janowski und Michael Welker, Fink, München 1998, ISBN 978-3-7705-3227-8.
- Der Schleier der Isis, In: Lettre International. LI 43, Winter 1998 S. 50–53.
- Schleier und Schwelle. Band 3: Geheimnis und Neugierde, hrsg. v. Jan Assmann und Aleida Assmann, Fink, München 1999, ISBN 978-3-7705-3355-8.
- Einsamkeit, hrsg. v. Jan Assmann und Aleida Assmann, Fink, München 1999, ISBN 978-3-7705-3401-2.
- Religion und kulturelles Gedächtnis, Beck, München 2000, ISBN 3-406-45915-3.
- Herrschaft und Heil. Politische Theologie in Ägypten, Israel und Europa, Hanser, München 2000, ISBN 3-446-19866-0.
- Weisheit und Mysterium. Das Bild der Griechen von Ägypten, Beck, München 2000, ISBN 3-406-45899-8.
- La morte come tema culturale. Immagini e riti mortuari nell'antico Egitto (Der Tod als Thema der Kulturtheorie. Suhrkamp, 2001), Torino, Einaudi, 2002.
- Aufmerksamkeiten, hrsg. v. Jan Assmann und Aleida Assmann; Fink, München 2001, ISBN 978-3-7705-3551-4
- Ägyptische Mysterien?, hrsg. v. Jan Assmann und Martin Bommas; Fink, München 2002, ISBN 978-3-7705-3650-4.
- Hieroglyphen. Stationen einer anderen abendländischer Grammatologie, hrsg. v. Jan Assmann und Aleida Assmann, Fink, München 2003, ISBN 978-3-7705-3752-5.
- Tod und Jenseits im alten Ägypten, Beck, München 2001, ISBN 3-406-46570-6; Sonderausgabe, 2. Auflage, Beck, München 2010, ISBN 978-3-406-49707-0.
- La distinzione mosaica ovvero il prezzo del monoteismo (Die Mosaische Unterscheidung oder Der Preis des Monotheismus, 2003), trad. Ada Vigliani, Collana Il ramo d'oro n.55, Milano, Adelphi, 2011, ISBN 978-88-459-2597-9.
- Religionsphilosophische Schriften von Plutarch, hrsg. mit Herwig Görgemanns und Reinhard Feldmeier, Artemis & Winkler, Düsseldorf/ Zürich 2003, ISBN 3-7608-1728-9.
- Die Zauberflöte. Oper und Mysterium, Hanser, München 2005, ISBN 3-446-20673-6.
- Ägyptische Geheimnisse, Fink, München 2004, ISBN 978-3-7705-3687-0.
- Der Ursprung der Geschichte. Archaische Kulturen, das Alte Ägypten und das frühe Griechenland, (mit Klaus E. Müller [Hrsg.]), Klett-Cotta, Stuttgart 2005, ISBN 3-608-94128-2.
- Theologie und Weisheit im alten Ägypten, Fink, München 2005, ISBN 978-3-7705-4069-3.
- Erinnertes Ägypten, Kulturverlag Kadmos, Berlin 2006, ISBN 3-931659-90-9.
- Thomas Mann und Ägypten, Mythos und Monotheismus in den Josephsromanen, München 2006, ISBN 3-406-54977-2.
- Monotheismus und die Sprache der Gewalt, Picus, Wien 2006, ISBN 3-85452-516-8.
- Saeculum. Jahrbuch für Universalgeschichte, (begründet von Georg Stadtmüller), erscheint jeweils in zwei Halbbänden 2006 im 57. Jahrgang, Böhlau, Köln, ISSN 0080-5319 (Mitherausgeber 2006)
- Verwandlungen, hrsg. v. Jan Assmann und Aleida Assmann, Fink, München 2006, ISBN 978-3-7705-4195-9.
- Sintflut und Gedächtnis. Erinnern und Vergessen des Ursprungs, hrsg. v. Jan Assmann und Martin Mulsow, Fink, München 2006, ISBN 978-3-7705-4128-7.
- Ägyptische Religion. Totenliteratur. Aus dem Ägyptischen übers, u. hrsg. v. Jan Assmann und Andrea Kucharek, Insel, Frankfurt a. M. 2008, ISBN 3-458-70011-0.
- Vollkommenheit, hrsg. v. Jan Assmann und Aleida Assmann, Fink, München 2010, ISBN 978-3-7705-4813-2.
- Magie und Religion, hrsg. v. Jan Assmann und Harald Strohm; Fink, München 2010, ISBN 978-3-7705-4877-4.
- Herrscherkult und Heilserwartung, hrsg. v. Jan Assmann und Harald Strohm; Fink, München 2010, ISBN 978-3-7705-5054-8.
- Religio duplex. Misteri egizi e illuminismo europeo (Religio duplex. Aegyptische Mysterien und europaische Aufklärung, 2010), Morcelliana, Brescia, 2017.
- Steinzeit und Sternzeit: Altägyptische Zeitkonzepte, Fink, Paderborn 2011, ISBN 978-3-7705-5028-9.
- Das Oratorium 'Israel in Egypt' von Georg Friedrich Händel, Katholisches Bibelwerk, Stuttgart 2015, ISBN 978-3-460-08604-3.
- Die Zauberflöte. Eine Oper mit zwei Gesichtern (= Wiener Vorlesungen), Picus, Wien 2015, ISBN 978-3-85452-579-0.
- Totale Religion. Ursprünge und Formen puritanischer Verschärfung, Picus, Wien 2016, ISBN 978-3-7117-2045-0.
- Thomas Mann: Josef und seine Brüder Band I: Die Geschichten Jaakobs. Der junge Joseph. Band II: Text und Kommentar von Jan Assmann, Dieter Borchmeyer und Stefan Stachorski unter Mitwirkung von Peter Huber. S. Fischer, Frankfurt am Main, 2018, ISBN 978-3-10-048328-7 und ISBN 978-3-10-048333-1.
- Esodo (Exodus. Die Revolution der Alten Welt, 2015), traduzione di Ada Vigliani, Collana Il ramo d'oro n.74, Milano, Adelphi, 2023, ISBN 978-88-459-3758-3.
- Achsenzeit. Eine Archäologie der Moderne, Beck, München 2018, ISBN 978-3-406-72988-1.
- Moses Tragicus. Freud, Schönberg und der scheiternde Moses. Sigmund Freud Vorlesung 2019, Turia + Kant, Wien/Berlin, 2020, ISBN 978-3-8513-2975-9.
- Kult und Kunst. Beethovens Missa Solemnis als Gottesdienst, Beck, München 2020, ISBN 978-3-406-75558-3.

### Traduzioni italiane
- La memoria culturale. Scrittura, ricordo e identità politica nelle grandi civiltà antiche, Torino, 1997.
- Mosè l’egizio: decifrazione di una traccia di memoria [Moses the Egyptian], traduzione di Ezio Bacchetta, Milano, Adelphi, 2000, ISBN 9788845915796.
- Potere e salvezza. Teologia politica nell'antico Egitto, in Israele e in Europa, traduzione di Umberto Gandini, Torino, Einaudi, 2002.
- Non avrai altro Dio. Il monoteismo e il linguaggio della violenza, Il Mulino, Bologna, 2007.
- Dio e gli dei. Egitto, Israele e la nascita del monoteismo, Il Mulino, Bologna, 2009.
- Introduzione a Carl Leonhard Reinhold, I misteri ebraici ovvero la più antica massoneria religiosa, Macerata, 2011.
- La distinzione mosaica, ovvero Il prezzo del monoteismo [Die Mosaische Unterscheidung], traduzione di Ada Vigliani, Milano, Adelphi, 2011, ISBN 978-88-459-2597-9.
- Il Dio totale. Origine e natura della violenza religiosa, traduzione di Romeo Fabbri, Bologna, EDB, 2015, ISBN 978-88-10-56714-2.
- Roberto Celada Ballanti (a cura di), Monoteismo e distinzione mosaica, collana Coll. Piccoli fuochi ; 1, Brescia, Morcelliana, 2015, ISBN 978-88-372-2913-9.
- Il ritorno del rimosso. Ekhnaton, Mosè e il monoteismo, Consorzio Festivalfilosofia, 2015.
- Il disagio dei monoteismi. Sentieri teorici e autobiografici, Morcelliana, 2016.
- Un solo Dio e molti dèi. Monoteismo e politeismo nell'antico Egitto [Der eine Gott und die Götter], traduzione di Romeo Fabbri, Bologna, EDB, 2016, ISBN 978-88-10-55551-4.
- Religione totale. Origini e forme dell'inasprimento puritano, Lorenzo de Medici Press, 2017.
- Verso l'unico Dio. Da Ekhnaton a Mosè, Il Mulino, 2018.
- Esodo: la rivoluzione del mondo antico [Exodus], traduzione di Ada Vigliani, Milano, Adelphi, 2023, ISBN 978-88-459-3758-3.